# Квітневе (зупинний пункт)
Квітне́ве (також — 128 км) — пасажирська зупинна залізнична платформа Рівненської дирекції Львівської залізниці.
Розташована в селі Квітневе Дубенського району Рівненської області на лінії Здолбунів — Красне між станціями Здолбунів (16 км) та Озеряни (4 км).
Станом на вересень 2017 р. на платформі зупиняються приміські поїзди.